# Hossack-Gabel

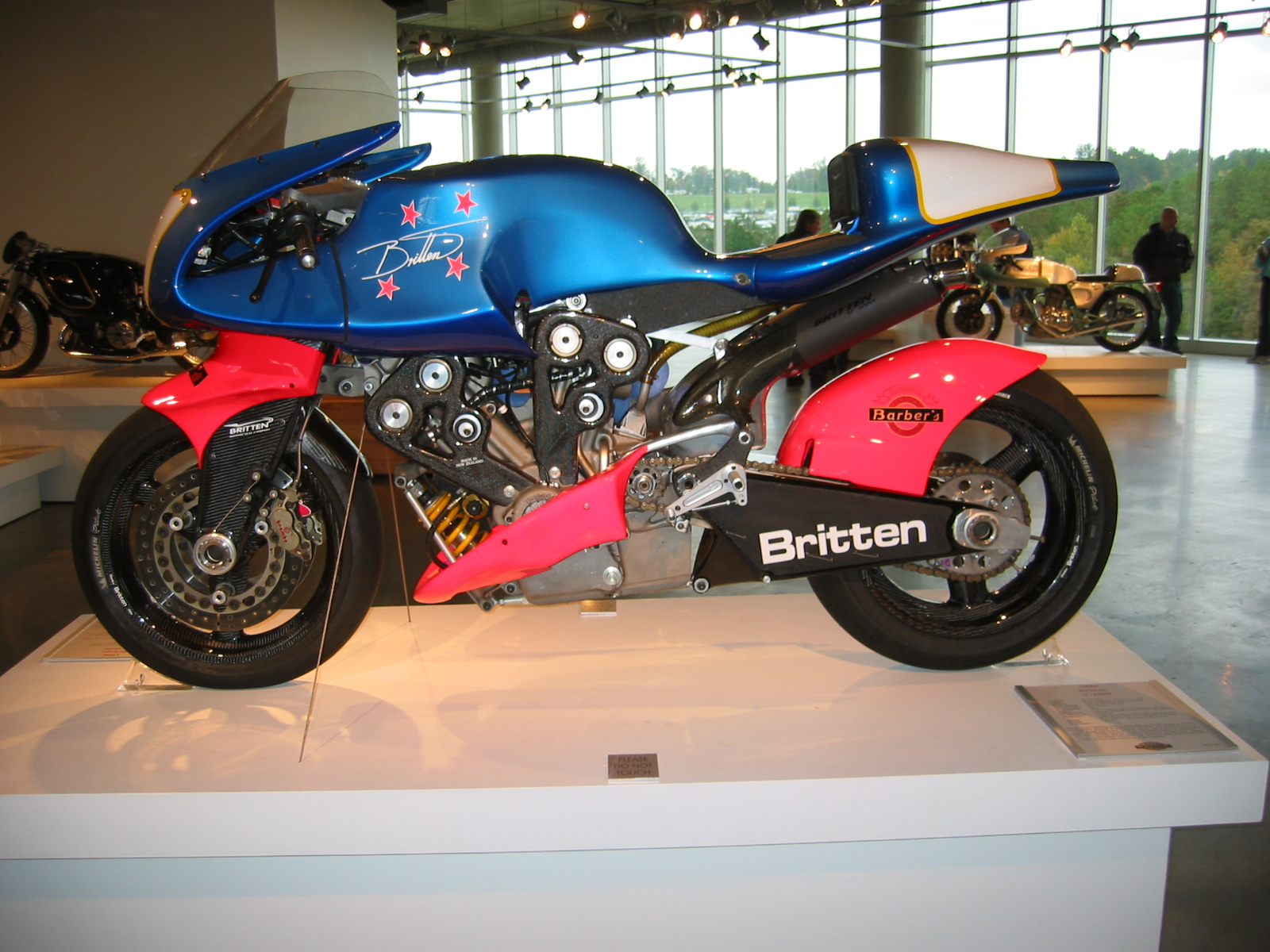
Britten V1000 mit Hossack-Gabel (1996)

Die Hossack-Gabel ist eine Vorderradaufhängung für Motorräder des englischen Erfinders Norman Hossack von 1980; sie stellt eine Weiterentwicklung der Trapezgabel dar.

## Technik
Bei der Hossack-Gabel wird eine starre Gabel (Längsachsenträger) über Kugelgelenke und zwei übereinander liegende Dreieckslenker beweglich mit dem Motorradrahmen verbunden; über ein Scherengelenk wird die Lenkbewegung übertragen. Lenkwinkel und Nachlauf können durch das obere Kugelkopfgelenk justiert werden. Ein Vergleichstest der Zeitschrift MOTORRAD aus dem Jahre 1993 zwischen Motorrädern mit herkömmlicher Teleskopgabel, Telelever, Achsschenkel- und Radnabenlenkung ergab für die Hossack-Gabel die geringste ungefederte Masse am Vorderrad sowie den höchsten Bremsnickausgleich.

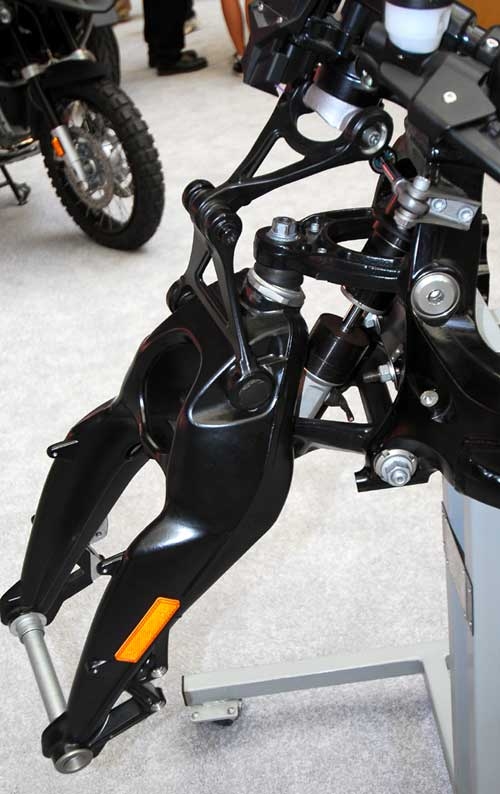
Duolever (BMW)

## Anwendung
Bereits in den 1980er Jahren lieferte Hossack verschiedene Entwürfe für die Hossack-Gabel. Erste Konzepte sahen für die starre Vordergabel eine Rohrkonstruktion vor. Der französische Konstrukteur Claude Fior übernahm 1988 das Konstruktionsprinzip für eine Rennmaschine, ebenso 1991 der neuseeländische Rennmotorradhersteller Britten. Bei Serienmotorrädern wurde die Hossack-Gabel als Nachrüstsatz für die BMW K 100 RS ab 1990 angeboten. In Deutschland war dies der Hersteller Wüdo, der das Produkt unter Hossack-BMW vertrieb. Der Hersteller gab einen Gewichtsvorteil von 5 kg zur Seriengabel an, daneben eine fünffach erhöhte Steifigkeit zur Telegabel (Upside down). In neuerer Zeit bietet Hossack die Gabel in der ursprünglichen Rohrkonstruktion für Ducati an.

## Duolever-Problem
2004, nach dem Erscheinen der Duolever von BMW, wurde von Hossack die Ähnlichkeit dieser zu seiner Gabel veröffentlicht. Norman Hossack sprach von einer „Umbenennung“ und „Übernahme“ seiner Konstruktion. Mittlerweile erkennt BMW die Hossack-Gabel als Vorläufer der Duolever an.